# Лаура Россоув
Лаура Россоув (англ. Laura Rossouw; нар. 15 липня 1946) — колишня південноафриканська тенісистка.
Здобула 3 одиночні та 2 парні титули.
Найвищим досягненням на турнірах Великого шолома були чвертьфінали в парному та змішаному парному розрядах.

## Фінали за кар'єру

### Одиночний розряд (3–1)
| Результат | Ранг | Дата          | Турнір                                    | Покриття | Суперниця       | Рахунок       |
| --------- | ---- | ------------- | ----------------------------------------- | -------- | --------------- | ------------- |
| Перемога  | 1.   | Тра 1970      | Неаполь, Італія                           | Ґрунт    | Леслі Гант      | 6–1, 6–0      |
| Перемога  | 2.   | червень 1970  | Білефельд, Західна Німеччина              | ?        | Кетлін Гартер   | 6–2, 6–1      |
| Поразка   | 3.   | 9 липня 1971  | Gastein Ladies, Kitzbühel, Австрія        | Ґрунт    | Біллі Джин Кінг | 2–6, 6–4, 5–7 |
| Перемога  | 4.   | 31 липня 1972 | Turkish Championships, Стамбул, Туреччина | Ґрунт    | Джулі Ентоні    | 6–8, 6–2, 6–4 |

### Парний розряд (2–4)
| Результат | Ранг | Дата           | Турнір                                                    | Покриття | Партнерка     | Суперниця                          | Рахунок  |
| --------- | ---- | -------------- | --------------------------------------------------------- | -------- | ------------- | ---------------------------------- | -------- |
| Поразка   | 1.   | 23 грудня 1967 | Borders Championships, Лондон, Англія                     | ?        | Марина Годвін | Вінні Шоу Нелл Трумен              | 4–6, 3–6 |
| Перемога  | 2.   | 10 серпня 1970 | Bavarian Open, Мюнхен, Німеччина                          | ?        | Бренда Кірк   | Фей Мур-Тойн Нелл Трумен           | 6–4, 6–4 |
| Поразка   | 3.   | 10 січня 1971  | Tasmanian Championships, Hobart, Австралія                | ?        | Бренда Кірк   | Патті Гоган Ольга Морозова         | 2–6, 0–6 |
| Поразка   | 4.   | 17 квітня 1971 | South African Open, Йоганесбурґ, ПАР                      | Тверде   | Бренда Кірк   | Маргарет Корт Івонн Гулагонг-Коулі | 3–6, 2–6 |
| Перемога  | 5.   | 11 липня 1971  | WTA Swiss Open, Gstaad, Швейцарія                         | Ґрунт    | Бренда Кірк   | Франсуаз Дюрр Леа Періколі         | 8–6, 6–3 |
| Поразка   | 6.   | 17 червня 1973 | Відкритий чемпіонат Німеччини, Hamburg, Західна Німеччина | Тверде   | Крістін Шоу   | Гельга Ніссен Мастгофф Гайде Орт   | 1–6, 2–6 |